# آنا كرومي
آنا كرومي (ولدت في 18 يوليو 1940 في تشسكي كروملوف) رسامة ونحاتة.ولدت في بوهيميا (جمهوريّة التّشيك)، نشأت في النمسا، عاشت في فرنسا واشتغلت في إيطاليا. اعتبرت من قبل الكثيرين الأوروبية ذات الخمس جنسيات.
في نهاية الحرب العالمية الثانية، انتقلت عائلة آنا كرومي من بوهيميا إلى فيينا، النمسا. حالة عائلتها المادية لم تسمح بدخولها إلى مدرسة الفنون الجميلة لذا لم تتمكَن من ذلك إلاَ بعد زواجها وانتقالها إلى باريس. تلقت تعليمها في مدرسة الفنون الجميلة وعرفت بميولاتها السَرياليَة في صورها.

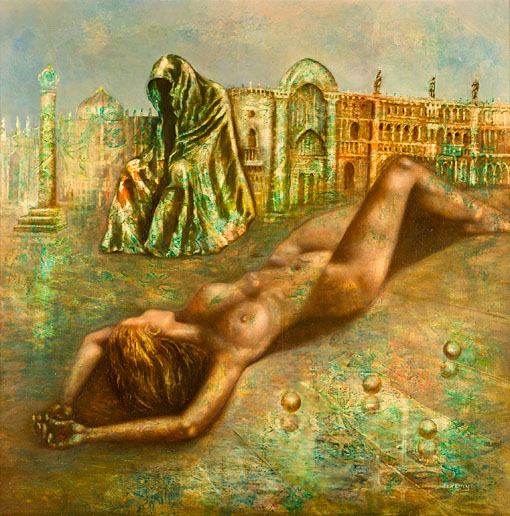
'أكون أو لا أكون'، 1982 ،100صم × 100صم
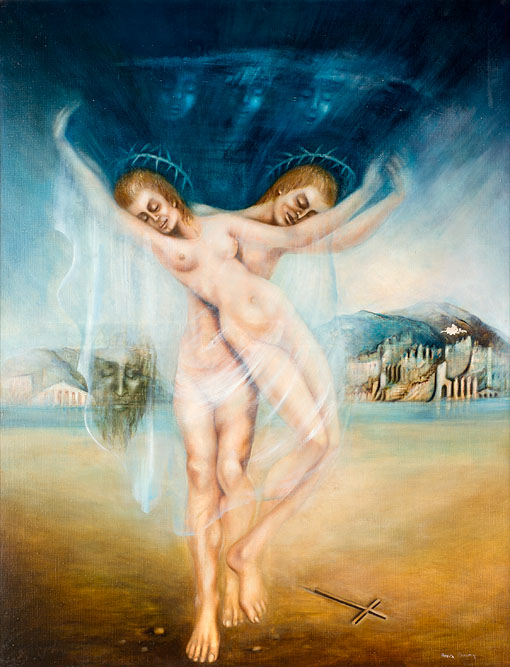
'الحبّ الأبدي'، 1979، 90صم × 115صم
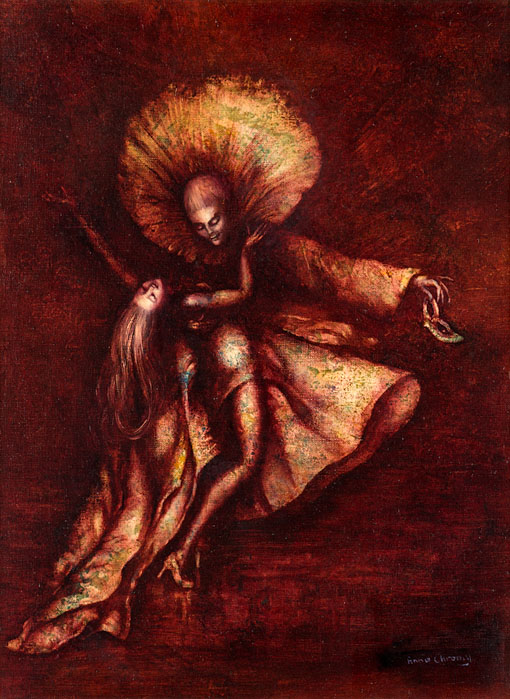
'باليه في فينيسيا'، 1979، 45صم × 60صم
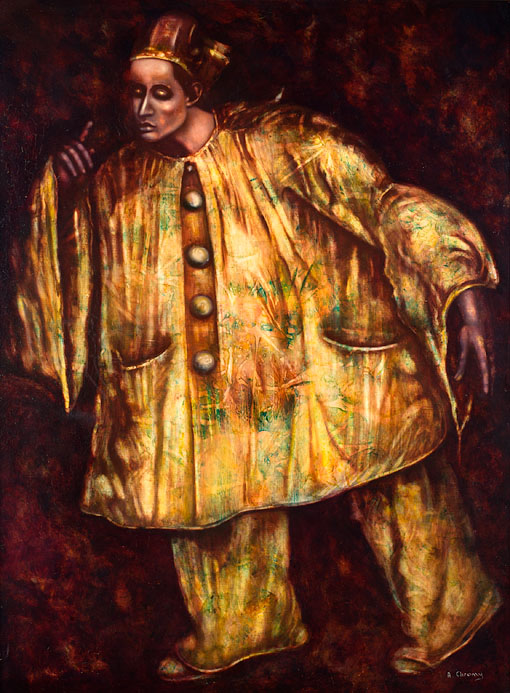
'المهرّج'، 1979، 95صم × 130صم

تعرَضت آنا كرومي إلى حادث هدَد حياتها سنة 1992 وخلَف لها إصابات بليغة منعتها من الرَسم لمدَة 8 سنوات. بعد ذلك حوَلت اهتمامها إلى النَحت على المرمر والبرنز كموادَ.

## مقرَ عملها
آنا كرومي لها عدَة ستوديوهات في بييتراسانتا، تسكانيا أين يوجد أفران صهر البرنز التي تتعامل معها، الأفران الفنيّة مارياني وماسيمو دلكيارو. أمّا بالنّسبة للنّحت على المرمر فهي تعمل في ستوديو ماسيمو جاليني في بييتراسانتا. أمّا في كرارا، فهي تنحت في ستوديو مايكل أنجلو لفرانكو باراتيني.

## فنّ الضّمير

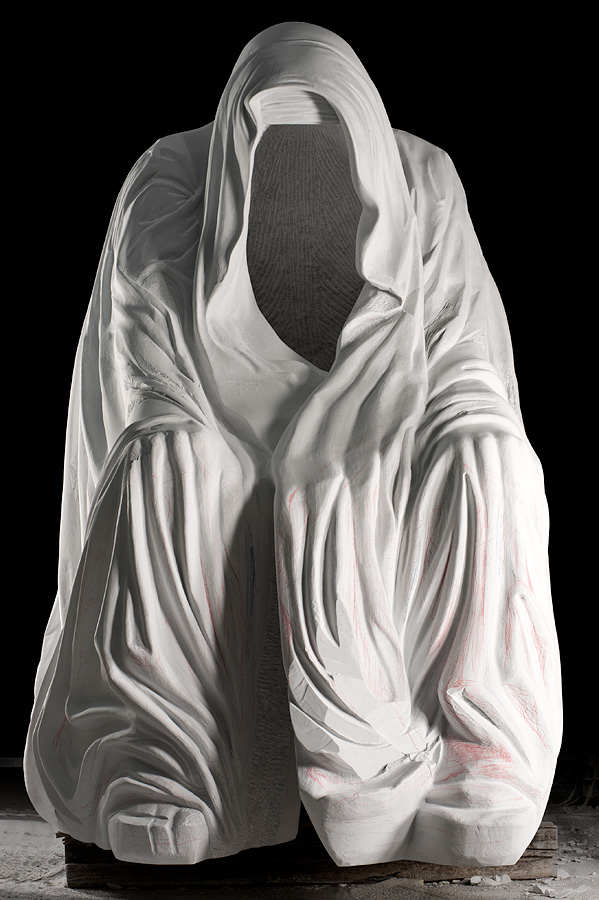
عباءة الضّمير بعلوّ 15 قدم
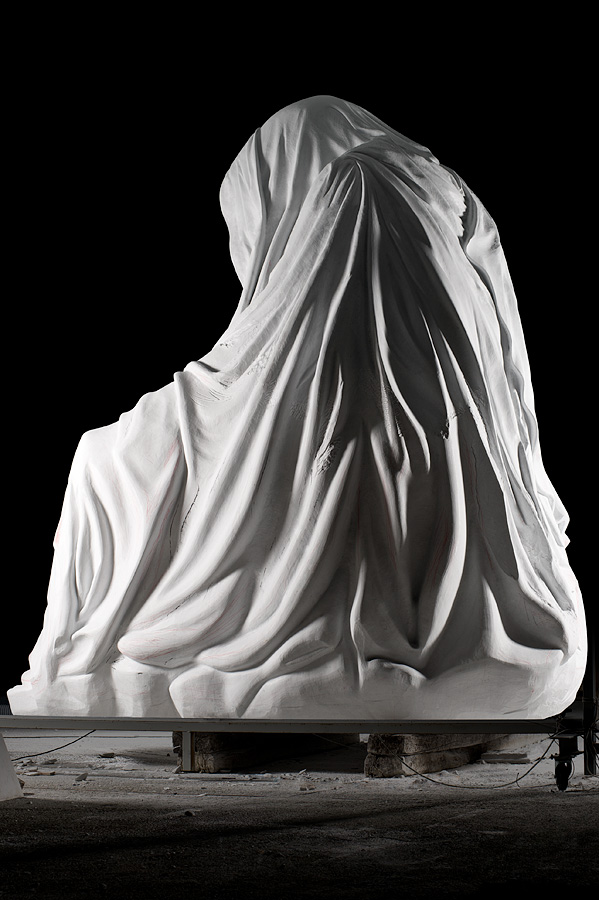
عباءة الضّمير تزن 70 طنّا
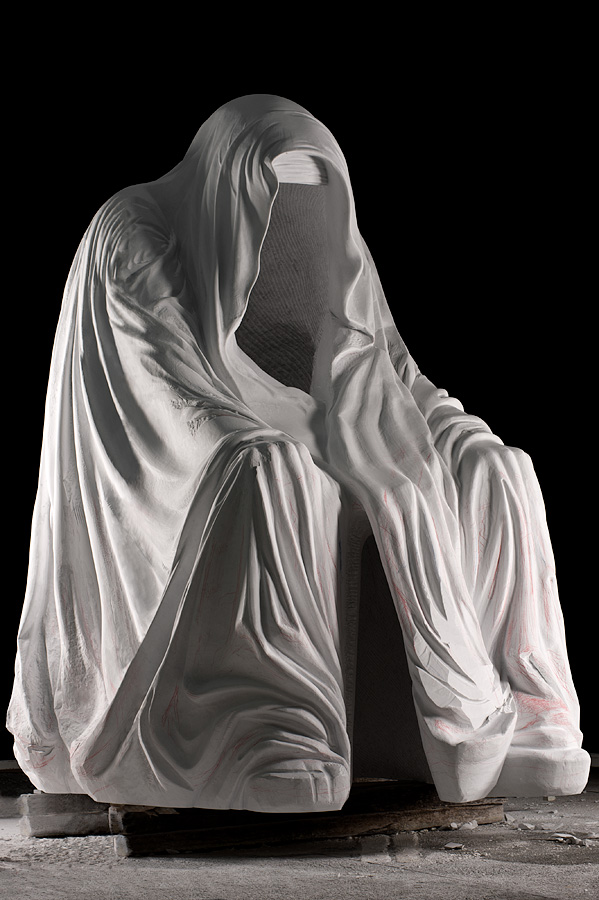
الزوّار يستطيعون المشي داخلها والإحساس بالطّاقة فيها
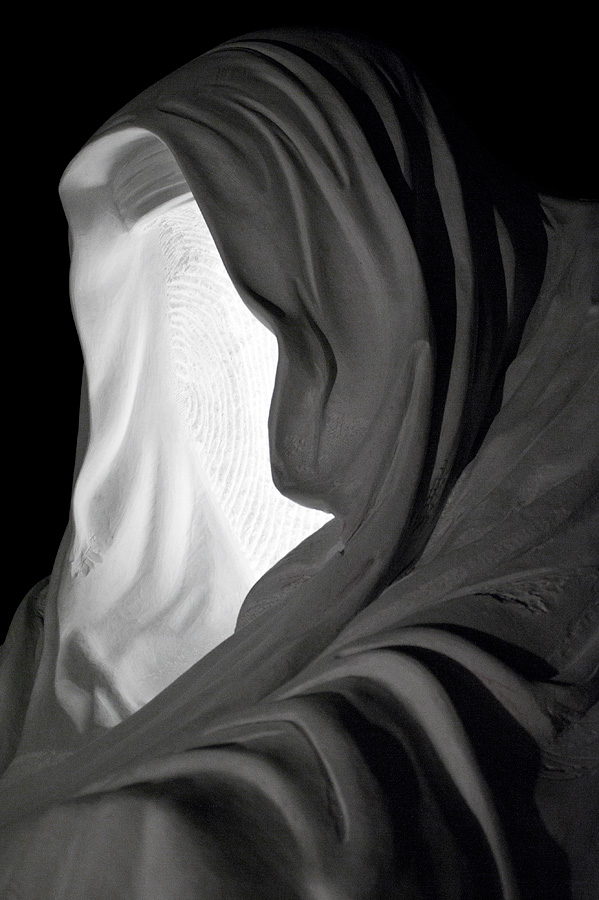
عباءة الضّمير عن قرب

أحسن قطعة فنيّة لآنا كرومي هي العباءة الفارغة والمعروفة أيضا بعباءة الضّمير (Cloak of Conscience) أو الشّفقة (Piétà) أو القائد (Commendatore) والموجودة بكنيسة سالزبورغ في النّمسا، ستافوسك ديفالدو في براغ، المتحف الأثري الوطني في أثينا وأماكن أخرى. في الوقت الحاضر، تقوم آنا بتحويل العباءة الفارغة إلى معبد بعلوّ أربع أمتار ومنحوتة في كتلة من المرمر تزن 200 طنّ في كهف مايكل أنجلو في كرارا.
من الأعمال المعروفة لآنا كرومي نذكر: الرّوح الأولمبيّة(Olympic Spirit) والتي وضعت أمام المكتبة الجديدة بشنغهاي، أوروبا(Europe) وهي إعادة صياغة معاصرة للأسطورة القديمة والتي سيقع وضعها في المؤسّسات الأوروبيّة. في سنة 2009 قدّم عملها الفنّي الزّيتونة الذّهبيّة(Olivier d'Or) عن طريق ألبير الثّانيإلى إيلي فيزيل المتحصّل على جائزة نوبل للسّلام. في سنة 2008 قدّمت آنا كرومي نموذجا لعباءة الضّمير The Cloak of Conscience للبابا بنديكتوس السادس عشر في سانت بيترز في روما احتفالا بإنشاء جمعيّة الضّمير The Cloak of Conscience.
استوحت آنا كرومي فنّها من موسيقى الأوبرا خاصّة، من الرّقص الكلاسيكي ومن الأساطير القديمة.
رسومها تحكي عن إعجابها بسلفادور دالي وفنّانين سرياليين آخرين كما تحتوي مسحة من مدرسة فيينا الواقعية إلى جانب تأثّرها ببعض الفنّانين من أوروبّا الوسطى.
ألوانها التي آستعملتها في بعض الأحيان في منحوتاتها احتوت لمسة رقيقة تشبه في ذلك الفنّان جوزف مالورد ويليام تورنر.

## عروضها
- دون جيوفاني وصوت البرنز (2000) في براغ
- غناء أورفيو(2004) بييتراسنتا، (إيطاليا)
- أوروبا (2005) Place Vendôme ، باريس
- إعادة النظر في الأسطورة(2007)، المتحف الأثري الوطني، أثينا
- حلم الشّرق(2009)، بيجن، الصّين

## مواقع إلكترونية
- الموقع الرّسمي للفنّانة
- الجمعيّة التي أنشئت بفضل عباءة الضّمير لآنا كرومي